# 彩花
彩花（学名：Acantholimon hedinii）为白花丹科彩花属下的一个种。

## 扩展阅读
- 維基物種上的相關：彩花